# Stridsvagn 74
Lo Stridsvagn 74 (Strv 74) era un carro armato medio svedese in servizio presso l'Esercito svedese dal 1958 al 1984. Il carro era il risultato di modifiche apportate al precedente Stridsvagn m/42, dismesso alla fine degli anni cinquanta. Gli scafi, invece di essere avviati alla demolizione, vennero utilizzati per realizzare il nuovo carro, da affiancare allo Stridsvagn 81 di nuova acquisizione. La torretta era completamente nuova, con un cannone da 75 mm ad alta velocità, basato su un vecchio cannone antiaereo; motore e trasmissione vennero modificati e vennero installati cingoli più larghi e un motore elettrico per la movimentazione della torretta, pur conservando la possibilità di brandeggio manuale di emergenza.

## Storia
Lo sviluppo dello Strv 74 trae origine dal Lago (nome di fabbrica), un carro armato leggero da 16 tonnellate armato con un cannone da 57 mm e tre mitragliatrici, prodotto alla fine degli anni trenta dalla AB Landsverk per l'Esercito ungherese, per passare poi agli Stridsvagn m/40 e m/42. Il carro era essenzialmente una versione modernizzata del carro della seconda guerra mondiale m/42, che a propria volta fu il tentativo riuscitissimo di portare i carri di produzione svedese agli standard del resto dell'Europa, sconvolta dalla guerra.
Prodotto nel 1958, pesante 22,5 t e propulso da due motori a benzina Scania-Vabis 607 da 170 hp ciascuno, lo Strv 74 sviluppava una velocità massima di 45 km/h, con un'autonomia di 200 km. L'armamento era costituito da un cannone principale da 75 mm in torretta e da tre mitragliatrici Kulspruta m/39 calibro 8 mm. La torretta venne successivamente aggiornata con un più sofisticato sistema di controllo del trio, così come il pezzo che venne modificato per aumentarne la velocità alla volata.

## Utilizzo
Il Strv 74 venne assegnato alle brigate corazzate dell'esercito svedese in sostituzione dei previsti AMX-13, il cui acquisto era stato cancellato. In seguito al suo rimpiazzo in seno alle brigate da parte di Stridsvagn 102 e 103, il carro venne assegnato a compagnie carri indipendenti e poi declassato al ruolo di supporto alla fanteria nelle compagnie di cannone d'assalto, fino alla dismissione nel 1981 della versione Strv 74 V e nel 1984 della versione Strv 74 H. Le torrette vennero smontate e riutilizzate in postazioni fisse sulle casamatte in cemento, dismesse e demolite agli inizi degli anni 2000.

## Versioni
Lo Strv 74 era disponibile in due versioni esternamente identiche, la Strv 74 H and Strv 74 V, che differivano principalmente per il sistema di trasmissione, con conseguenti differenze nella disposizione interna. La versione H era basata sullo scafo dello m/42 TH, mentre la V era su scafo m/42 TV.

## Galleria d'immagini

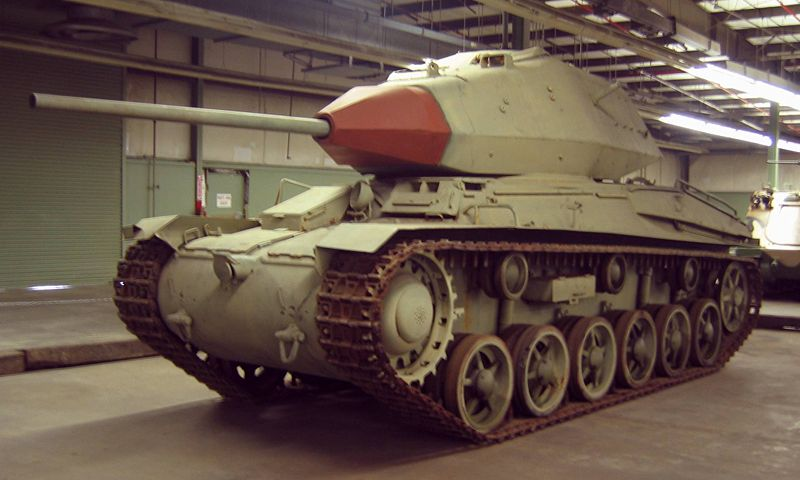
Strv 74 esposto nella American Armored Foundation Museum di Danville (Virginia).
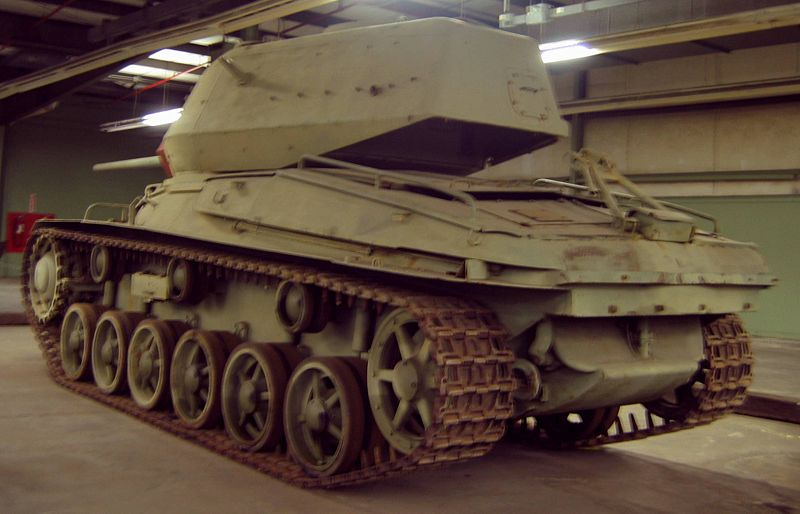
Vista posteriore dello stesso.